# Brightburn
Brightburn és una pel·lícula dels Estats Units del 2019 de ciència-ficció i terror produïda per Screen Gems, Stage 6 Films i distribuïda per Sony Pictures Releasing. És protagonitzada per Elizabeth Banks, David Denman, Jackson A. Dunn, Matt Jones i Meredith Hagner. S'ha subtitulat al català.